# Gran Premio motociclistico del Qatar 2016
Il Gran Premio motociclistico del Qatar 2016 si è svolto il 20 marzo presso il circuito di Losail ed è stato la prima prova del Motomondiale 2016. La dodicesima edizione della storia di questo GP ha visto la vittoria di Niccolò Antonelli in Moto3, Thomas Lüthi in Moto2 e Jorge Lorenzo in MotoGP.

## MotoGP

### Arrivati al traguardo
| Pos. | Nº | Pilota           | Squadra                       | Motocicletta       | Giri | Tempo     | Griglia | Punti |
| ---- | -- | ---------------- | ----------------------------- | ------------------ | ---- | --------- | ------- | ----- |
| 1º   | 99 | Jorge Lorenzo    | Movistar Yamaha               | Yamaha YZR-M1      | 22   | 42'28.452 | 1º      | 25    |
| 2º   | 4  | Andrea Dovizioso | Ducati Team                   | Ducati Desmosedici | 22   | +2.019    | 6º      | 20    |
| 3º   | 93 | Marc Márquez     | Repsol Honda                  | Honda RC213V       | 22   | +2.287    | 2º      | 16    |
| 4º   | 46 | Valentino Rossi  | Movistar Yamaha               | Yamaha YZR-M1      | 22   | +2.387    | 5º      | 13    |
| 5º   | 26 | Dani Pedrosa     | Repsol Honda                  | Honda RC213V       | 22   | +14.083   | 7º      | 11    |
| 6º   | 25 | Maverick Viñales | Suzuki Ecstar                 | Suzuki GSX-RR      | 22   | +15.423   | 3º      | 10    |
| 7º   | 44 | Pol Espargaró    | Monster Yamaha Tech 3         | Yamaha YZR-M1      | 22   | +18.629   | 9º      | 9     |
| 8º   | 38 | Bradley Smith    | Monster Yamaha Tech 3         | Yamaha YZR-M1      | 22   | +18.652   | 11º     | 8     |
| 9º   | 8  | Héctor Barberá   | Avintia Racing                | Ducati Desmosedici | 22   | +21.160   | 8º      | 7     |
| 10º  | 45 | Scott Redding    | Octo Pramac Yakhnich          | Ducati Desmosedici | 22   | +24.435   | 12º     | 6     |
| 11º  | 41 | Aleix Espargaró  | Suzuki Ecstar                 | Suzuki GSX-RR      | 22   | +35.847   | 15º     | 5     |
| 12º  | 50 | Eugene Laverty   | Aspar Team                    | Ducati Desmosedici | 22   | +41.756   | 14º     | 4     |
| 13º  | 19 | Álvaro Bautista  | Aprilia Racing Team Gresini   | Aprilia RS-GP      | 22   | +41.932   | 17º     | 3     |
| 14º  | 43 | Jack Miller      | Estrella Galicia 0,0 Marc VDS | Honda RC213V       | 22   | +41.982   | 18º     | 2     |
| 15º  | 53 | Esteve Rabat     | Estrella Galicia 0,0 Marc VDS | Honda RC213V       | 22   | +54.953   | 19º     | 1     |

### Ritirati
| Nº | Pilota          | Squadra                     | Motocicletta       | Giri | Griglia |
| -- | --------------- | --------------------------- | ------------------ | ---- | ------- |
| 6  | Stefan Bradl    | Aprilia Racing Team Gresini | Aprilia RS-GP      | 11   | 20º     |
| 76 | Loris Baz       | Avintia Racing              | Ducati Desmosedici | 8    | 16º     |
| 35 | Cal Crutchlow   | LCR Honda                   | Honda RC213V       | 6    | 10º     |
| 29 | Andrea Iannone  | Ducati Team                 | Ducati Desmosedici | 5    | 4º      |
| 68 | Yonny Hernández | Aspar Team                  | Ducati Desmosedici | 1    | 13º     |

### Non partito
| Nº | Pilota          | Squadra              | Motocicletta       | Griglia |
| -- | --------------- | -------------------- | ------------------ | ------- |
| 9  | Danilo Petrucci | Octo Pramac Yakhnich | Ducati Desmosedici | 21º     |

## Moto2

### Arrivati al traguardo
| Pos. | Nº | Pilota              | Squadra                       | Motocicletta       | Tempo     | Griglia | Punti |
| ---- | -- | ------------------- | ----------------------------- | ------------------ | --------- | ------- | ----- |
| 1    | 12 | Thomas Lüthi        | Garage Plus Interwetten       | Kalex Moto2        | 40'14.293 | 9       | 25    |
| 2    | 39 | Luis Salom          | SAG Team                      | Kalex Moto2        | +9,610    | 17      | 20    |
| 3    | 24 | Simone Corsi        | Speed Up Racing               | Speed Up SF16      | +9,665    | 13      | 16    |
| 4    | 55 | Hafizh Syahrin      | Petronas Raceline Malaysia    | Kalex Moto2        | +13,558   | 15      | 13    |
| 5    | 77 | Dominique Aegerter  | CarXpert Interwetten          | Kalex Moto2        | +16,064   | 14      | 11    |
| 6    | 52 | Danny Kent          | Leopard Racing                | Kalex Moto2        | +16,114   | 10      | 10    |
| 7    | 21 | Franco Morbidelli   | Estrella Galicia 0,0 Marc VDS | Kalex Moto2        | +20,047   | 5       | 9     |
| 8    | 40 | Álex Rins           | Paginas Amarillas HP 40       | Kalex Moto2        | +20,17    | 3       | 8     |
| 9    | 22 | Sam Lowes           | Federal Oil Gresini           | Kalex Moto2        | +22,019   | 2       | 7     |
| 10   | 10 | Luca Marini         | Forward Racing                | Kalex Moto2        | +24,249   | 25      | 6     |
| 11   | 44 | Miguel Oliveira     | Leopard Racing                | Kalex Moto2        | +24,254   | 21      | 5     |
| 12   | 5  | Johann Zarco        | Ajo Motorsport                | Kalex Moto2        | +24,570   | 4       | 4     |
| 13   | 14 | Ratthapark Wilairot | Idemitsu Honda Team Asia      | Kalex Moto2        | +25,664   | 22      | 3     |
| 14   | 30 | Takaaki Nakagami    | Idemitsu Honda Team Asia      | Kalex Moto2        | +26,992   | 8       | 2     |
| 15   | 11 | Sandro Cortese      | Dynavolt Intact GP            | Kalex Moto2        | +29,736   | 6       | 1     |
| 16   | 54 | Mattia Pasini       | Italtrans Racing              | Kalex Moto2        | +30,404   | 18      |       |
| 17   | 23 | Marcel Schrötter    | AGR Team                      | Kalex Moto2        | +38,446   | 7       |       |
| 18   | 2  | Jesko Raffin        | Sports-Millions-EMWE-SAG      | Kalex Moto2        | +46,363   | 4       |       |
| 19   | 32 | Isaac Viñales       | Tech 3 Racing                 | Tech 3 Mistral 610 | +46,543   | 26      |       |
| 20   | 70 | Robin Mulhauser     | CarXpert Interwetten          | Kalex Moto2        | +1'18.323 | 27      |       |
| 21   | 33 | Alessandro Tonucci  | Tasca Racing                  | Kalex Moto2        | +1'25.002 | 28      |       |
| 22   | 8  | Efrén Vázquez       | JPMoto Malaysia               | Suter MMX2         | +1'39.572 | 29      |       |

### Ritirati
| Nº | Pilota        | Squadra                       | Motocicletta       | Giri | Griglia |
| -- | ------------- | ----------------------------- | ------------------ | ---- | ------- |
| 49 | Axel Pons     | AGR Team                      | Kalex Moto2        | 4    | 11      |
| 97 | Xavi Vierge   | Tech 3 Racing                 | Tech 3 Mistral 610 | 5    | 19      |
| 19 | Xavier Siméon | QMMF Racing                   | Speed Up SF16      | 6    | 20      |
| 73 | Álex Márquez  | Estrella Galicia 0,0 Marc VDS | Kalex Moto2        | 14   | 12      |
| 94 | Jonas Folger  | Dynavolt Intact GP            | Kalex Moto2        | 18   | 1       |
| 60 | Julián Simón  | QMMF Racing                   | Speed Up SF16      | 19   | 23      |
| 57 | Edgar Pons    | Paginas Amarillas HP 40       | Kalex Moto2        | 19   | 16      |

## Moto3

### Arrivati al traguardo
| Pos. | Nº | Pilota                | Squadra                  | Motocicletta   | Tempo     | Griglia | Punti |
| ---- | -- | --------------------- | ------------------------ | -------------- | --------- | ------- | ----- |
| 1    | 23 | Niccolò Antonelli     | Ongetta-Rivacold         | Honda NSF250R  | 38'12.161 | 7       | 25    |
| 2    | 41 | Brad Binder           | Red Bull KTM Ajo         | KTM RC 250 GP  | +0,007    | 6       | 20    |
| 3    | 21 | Francesco Bagnaia     | Aspar Mahindra           | Mahindra MGP3O | +0,148    | 12      | 16    |
| 4    | 5  | Romano Fenati         | SKY Racing Team VR46     | KTM RC 250 GP  | +0,435    | 1       | 13    |
| 5    | 33 | Enea Bastianini       | Gresini Racing           | Honda NSF250R  | +0,606    | 8       | 11    |
| 6    | 8  | Nicolò Bulega         | SKY Racing Team VR46     | KTM RC 250 GP  | +0,625    | 13      | 10    |
| 7    | 9  | Jorge Navarro         | Estrella Galicia 0,0     | Honda NSF250R  | +0,674    | 4       | 9     |
| 8    | 11 | Livio Loi             | RW Racing GP BV          | Honda NSF250R  | +1,71     | 2       | 8     |
| 9    | 65 | Philipp Öttl          | Schedl GP Racing         | KTM RC 250 GP  | +8,611    | 9       | 7     |
| 10   | 84 | Jakub Kornfeil        | Drive M7 SIC Racing      | Honda NSF250R  | +10,947   | 16      | 6     |
| 11   | 95 | Jules Danilo          | Ongetta-Rivacold         | Honda NSF250R  | +12,379   | 22      | 5     |
| 12   | 36 | Joan Mir              | Leopard Racing           | KTM RC 250 GP  | +12,380   | 10      | 4     |
| 13   | 20 | Fabio Quartararo      | Leopard Racing           | KTM RC 250 GP  | +12,401   | 3       | 3     |
| 14   | 64 | Bo Bendsneyder        | Red Bull KTM Ajo         | KTM RC 250 GP  | +12,726   | 11      | 2     |
| 15   | 44 | Arón Canet            | Estrella Galicia 0,0     | Honda NSF250R  | +12,784   | 5       | 1     |
| 16   | 6  | María Herrera         | MH6 Laglisse             | KTM RC 250 GP  | +12,939   | 24      |       |
| 17   | 16 | Andrea Migno          | SKY Racing Team VR46     | KTM RC 250 GP  | +17,152   | 19      |       |
| 18   | 76 | Hiroki Ono            | Honda Team Asia          | Honda NSF250R  | +17,367   | 29      |       |
| 19   | 19 | Gabriel Rodrigo       | RBA Racing               | KTM RC 250 GP  | +17,451   | 18      |       |
| 20   | 7  | Adam Norrodin         | Drive M7 SIC Racing      | Honda NSF250R  | +17,519   | 27      |       |
| 21   | 55 | Andrea Locatelli      | Leopard Racing           | KTM RC 250 GP  | +17,566   | 20      |       |
| 22   | 89 | Khairul Idham Pawi    | Honda Team Asia          | Honda NSF250R  | +17,608   | 17      |       |
| 23   | 40 | Darryn Binder         | Platinum Bay Real Estate | Mahindra MGP3O | +31,939   | 26      |       |
| 24   | 10 | Alexis Masbou         | Peugeot MC Saxoprint     | Peugeot MGP3O  | +31,949   | 21      |       |
| 25   | 58 | Juanfran Guevara      | RBA Racing               | KTM RC 250 GP  | +32,120   | 15      |       |
| 26   | 4  | Fabio Di Giannantonio | Gresini Racing           | Honda NSF250R  | +32,333   | 28      |       |
| 27   | 17 | John McPhee           | Peugeot MC Saxoprint     | Peugeot MGP3O  | +32,547   | 30      |       |
| 28   | 24 | Tatsuki Suzuki        | CIP-Unicom Starker       | Mahindra MGP3O | +32,812   | 25      |       |
| 29   | 43 | Stefano Valtulini     | 3570 Team Italia         | Mahindra MGP3O | +34,584   | 31      |       |
| 30   | 98 | Karel Hanika          | Platinum Bay Real Estate | Mahindra MGP3O | +59,105   | 23      |       |
| 31   | 77 | Lorenzo Petrarca      | 3570 Team Italia         | Mahindra MGP3O | +59,109   | 33      |       |
| 32   | 3  | Fabio Spiranelli      | CIP-Unicom Starker       | Mahindra MGP3O | +1'34.948 | 32      |       |

### Ritirato
| Nº | Pilota       | Squadra        | Motocicletta   | Giri | Griglia |
| -- | ------------ | -------------- | -------------- | ---- | ------- |
| 88 | Jorge Martín | Aspar Mahindra | Mahindra MGP3O | 1    | 14      |